# Meinrad Schädler
Meinrad Schädler (* 18. Dezember 1880 in Triesenberg; † 21. Mai 1964 ebenda) war ein liechtensteinischer Politiker.

## Biografie
Schädler war der Sohn von Adolf Schädler und dessen Frau Maria (geborene Beck). Er arbeitete als Landwirt und Viehhändler. Von 1920 bis 1940 war er Alpvogt im Kleinsteg.
1933 war er eines der Gründungsmitglieder der Braunviehzuchtgenossenschaft Trieserberg und fungierte von 1933 bis 1941 als deren Präsident.
Von 1921 bis 1924, von 1930 bis 1936 und von 1939 bis 1948 gehörte er dem Gemeinderat von Triesenberg. Des Weiteren war er von 1939 bis 1945 stellvertretender Abgeordneter im Landtag des Fürstentums Liechtenstein.
1908 heiratete er Philomena Gassner. Aus der Ehe gingen vier Kinder hervor.